# Setra

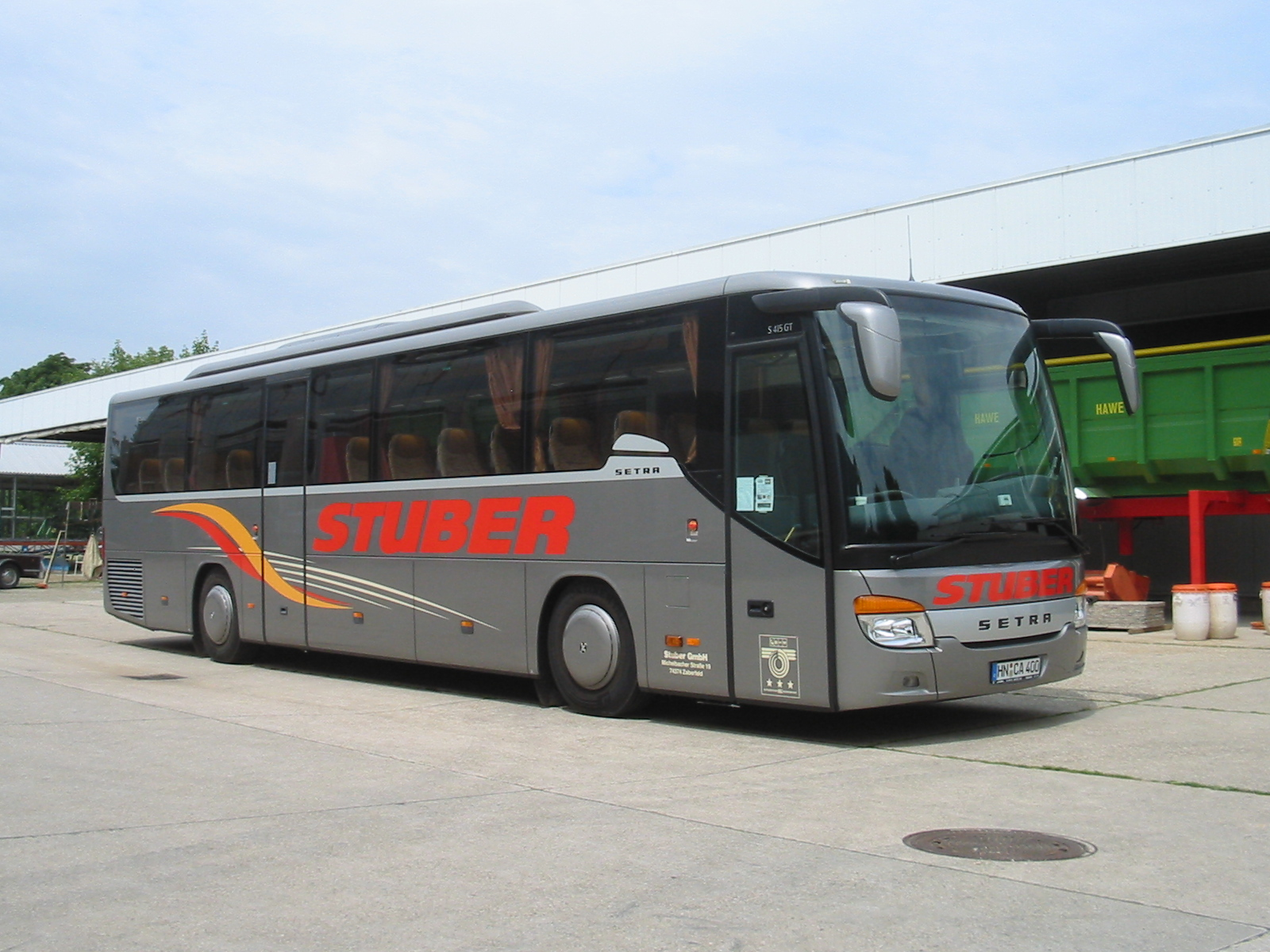
Setra S415GT

Setra je německý výrobce turistických a příměstských autobusů se sídlem ve městě Neu-Ulm. Firma je od roku 1995 začleněna jako samostatná značka v dceřiné společnosti Daimler Buses GmbH (do roku 2023 EvoBus GmbH), ve vlastnictví firmy Daimler Truck AG (dříve Daimler AG).
Název značky Setra je v německém jazyce zkratkou pro samonosnou karoserii (selbsttragende Karosserie), kterou výrobce jako jeden z prvních aplikoval pro konstrukci autobusů pevně a neoddělitelně integrujících podvozkovou část do nosné struktury skeletu karoserie (tzv. integrální koncepce, opakem je koncepce nástavbová). Významným benefitem tohoto dnes zcela běžného řešení byla enormně nízká hmotnost a zároveň vysoká pevnost a torzní tuhost. Výrobce na propagačních fotografiích v 50. letech takto s oblibou prezentoval, že kompletní svařenou kostrou autobusu typu S8 může snadno manipulovat bez jakýchkoliv technických prostředků pouhých 6 pracovníků, čímž byla demonstrována lehkost konstrukce. 

## Zaměření: Automobilový průmysl

### Současná produkce[kdy?]
- MultiClass 400: S 415 LE business, S 416 LE business, S 418 LE business
- MultiClass 500: S 510 LE, S 515 LE, S 516 LE, S 518 LE
- ComfortClass 500: S 511 HD, S 515 HD, S 516 HD, S 516HD/2, S 517 HD, S 519 HD
- TopClass 500: S 531 DT, S 515 HDH, S 516 HDH, S 517 HDH